# Gâteau marbré
Pour les articles homonymes, voir Barre.
Le gâteau marbré, aussi appelé marbré (au chocolat), est un gâteau présentant un intérieur bicolore rappelant le marbre, quand on le coupe en tranches. Ces marbrures sont obtenues en utilisant deux pâtes de teintes différentes, la plus sombre étant traditionnellement aromatisée au cacao ou au chocolat.
La barre marbrée est un gâteau marbré cuit dans un moule allongé, comme un moule à cake.

## Description
Le gâteau marbré est réalisé avec une pâte de type cake ou quatre-quarts. L'appareil obtenu est ensuite divisé en deux parts égales : la plus foncée est souvent aromatisée au cacao ou au chocolat, tandis que la plus claire est aromatisée à la vanille ou laissée nature,. La pâte peut contenir d'autres ingrédients, comme du café, des fruits ou des épices.
Pour le montage, les deux pâtes sont versées, éventuellement à l'aide de deux poches à douille, en plusieurs couches successives dans le moule jusqu'à le remplir, puis brièvement mélangées en passant verticalement un couteau ou une baguette dans l'appareil pour créer des volutes.

## Historique
La première attestation du gâteau marbré remonte à la fin du XIXe siècle. Une variante populaire de cette recette durant l'époque victorienne est le Harlequin cake qui présente un motif à damier. Les premières recettes utilisaient de la mélasse et des épices pour obtenir la couleur sombre.